# 마카다미아기름

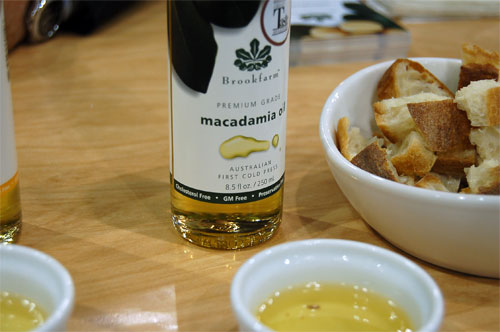
마카다미아기름

마카다미아기름은 마카다미아에서 짜낸 기름이다. 거의 잘 변질되지 않아, 길게는 2년까지 상온에서 보관할 수 있다.

## 같이 보기
- 땅콩기름
- 호두기름